# Scotty Leavenworth
Pour les articles homonymes, voir Leavenworth.
Scott Alexander "Scotty" Leavenworth est un acteur américain le 21 mai 1990 à Riverside, Californie. Il est notamment connu pour son rôle de Peter Petrowski dans la série télévisée américaine Sept à la maison.
Il a fait plusieurs apparitions dans des séries télévisées comme Desperate Housewives, Urgences ou Bones.
Il travaille actuellement au "Multimedia Ministry at Reliance Church" à Temecula, en Californie.

## Filmographie
- 1998 : Simon Birch : Junior Lamb
- 1999 : The Soul Collector : Danny
- 1999 : La ligne verte : Le fils de Hammersmith
- 2000 : Erin Brockovich : Matthew
- 2000 : Nikki
- 2000 : Tout le monde aime Raymond : Tyler
- 2001 : Donnie Darko : David
- 2001 : La Maison sur l'océan : Ryan Kimball
- 2001 : The Majestic : Joey
- 2001-2002 : Philly : Patrick Cavanaugh
- 2002-2006 : Sept à la maison : Peter Petrowski
- 2002 : Le Drew Carey Show
- 2006 : Bones : Carter (VF : Hervé Grull)
- 2008 : Desperate Housewives : Kirby Schilling